# Minuta
Minúta je 
1. enota za merjenje časa, enaka šestdesetim sekundam oz. 1/60 ure. Običajna okrajšava je min ali m. Občasno ob vstavitvi ali odvzemu prestopne sekunde se lahko pojavi tudi minuta, ki ima 61 ali 59 sekund.
2. enota za merjenje kota, enaka šestdesetinki kotne stopinje; v tej rabi se imenuje tudi kotna minuta, znak zanjo je običajno enojna navednica (').

Ime minuta izhaja iz latinske besede minutus (manjši), in praviloma označuje manjšo enoto od osnovne. Pretvornik 60 je verjetno zapuščina Babiloncev, ki so uporabljali šestdestiški številski sestav.